# Isola di Ugol'noj Kopi
L'isola di Ugol'noj Kopi, o Isola delle miniere di carbone, (in russo Остров Угольной Копи, ostrov Ugol'noj Kopi) è un'isola russa nell'Oceano Artico che fa parte della Terra di Zichy nell'arcipelago della Terra di Francesco Giuseppe.

## Geografia
L'isola delle miniere di carbone si trova nella parte centro-orientale del gruppo delle isole di Zichy, nel canale di Booth (proliv Buta), tra l'isola di Ziegler e l'isola di Greely a 600 m di distanza da ambedue. L'isola di forma rotondeggiante ha un diametro di circa 3,5 km; vi sono ghiacciai e la parte settentrionale è coperta da nevai.
Sull'isola esiste un piccolo giacimento di carbone tra gli strati sedimentati delle rocce, come in altre zone della Terra di Francesco Giuseppe, ma non è mai esistita una miniera vera e propria.